# HD40932
HD40932 — подвійна зоря. 
Ця подвійна система має видиму зоряну величину в смузі V приблизно 4,3.
Вона розташована на відстані близько 151,8 світлових років від Сонця.

## Подвійна зоря
Головна зоря цієї системи належить до хімічно пекулярних зір й має спектральний клас A2.
Інша компонента має  спектральний клас A8.

## Фізичні характеристики
Зоря HD40932 обертається 
порівняно повільно 
навколо своєї осі. Проєкція її екваторіальної швидкості на промінь зору становить  Vsin(i)= 26км/сек.